# Alena Bulířová
Alena Bulířová (* 24. Dezember 1961 in Jablonec nad Nisou, Tschechoslowakei) ist eine ehemalige tschechische Leichtathletin, die sich auf den Sprint spezialisiert hat. Ihren größten Erfolg feierte sie mit dem Gewinn der Bronzemedaille über 400 Meter bei den Halleneuropameisterschaften 1985 in Piräus.

## Sportliche Karriere
Erste internationale Erfahrungen sammelte Alena Bulířová vermutlich im Jahr 1983, als sie bei den Halleneuropameisterschaften in Budapest mit 54,32 s in der ersten Runde über 400 Meter ausschied. 1985 gewann sie bei den Halleneuropameisterschaften in Piräus in 52,54 s die Bronzemedaille hinter den Ostdeutschen Sabine Busch und Dagmar Neubauer. Im selben Jahr wurde sie beim IAAF World Cup in Canberra in 3:28,47 min Dritte in der europäischen Auswahlstaffel über 4-mal 400 Meter. Anschließend trat sie nicht mehr international in Erscheinung.
1985 wurde Bulířová tschechoslowakischer Meisterin im 400-Meter-Lauf im Freien und in der Halle.

## Persönliche Bestleistungen
- 400 Meter: 51,79 s, 14. September 1985 in Prag
  - 400 Meter (Halle): 52,38 s, 20. Februar 1985 in Budapest